# Giordano Bruno (filme)
Giordano Bruno é um filme franco-italiano de 1973, do gênero drama biográfico, tendo por tema o processo movido pela Inquisição Romana contra o filósofo italiano Giordano Bruno.

## Sinopse
O filósofo, astrônomo e matemático Giordano Bruno foi um dos maiores pensadores do Século XVI e um dos precursores da ciência moderna, tendo sido conselheiro de príncipes e reis.
Suas ideias metafísicas eram monistas e imanentistas, admitindo que acima de um deus imanente (a "alma do mundo"), haveria um deus transcendente, só apreendido pela fé, mas uma fé inteiramente naturalista, bem diversa da fé cristã.
Processado pela Inquisição de Veneza, preferiu retratar-se (como Galileu), mas seus inimigos conseguiram que fosse mandado a Roma, onde respondeu a novo processo.

## Elenco
- Gian Maria Volonté ... Giordano Bruno
- Charlotte Rampling ... Fosca
- Hans Christian Blech ... Sartori
- Mathieu Carrière ... Orsini
- Renato Scarpa ... frei Tragagliolo
- Giuseppe Maffioli ... Arsenalotto
- Massimo Foschi ... frei Celestino
- Mark Burns ... Bellarmino